# Gobernación de Łomża
La gobernación de Łomża (en ruso: Ломжская губерния; en polaco: gubernia łomżyńska) fue una unidad administrativa (gubernia) del Zarato de Polonia con capital en Łomża.

## Historia
En 1867 los territorios de las gobernaciones de Augustów y de Płock fueron divididas entre una más pequeña gobernación de Płock, la de Suwałki (consistiendo mayoritariamente de territorios de la gobernación de Augustów) y la recién creada gobernación de Łomża.
En 1893, una pequeña cantidad de territorios fue transferida de Łomża a la gobernación de Varsovia.

## Divisiones administrativas
La gobernación constaba de siete distritos:
| Distrito          | Escudo | Capital   | Ciudades importantes                  |
| ----------------- | ------ | --------- | ------------------------------------- |
| Kolno             |        | Kolno     | Jedwabno • Stawiski                   |
| Łomża             |        | Łomża     | Nowogród • Śniadowo • Wizna • Zambrów |
| Maków             |        | Maków     | Krasnosielc • Różan                   |
| Wysokie Mazowieck |        | Mazowieck | Ciechanowiec • Sokoły • Tykocin       |
| Ostrołęka         |        | Ostrołęka | Myszyniec                             |
| Ostrów            |        | Ostrów    | Andrzejewo • Brok • Czyżew • Nur      |
| Szczuczyn         |        | Szczuczyn | Grajewo • Radziłów • Rajgród • Wąsosz |

## Lengua
Por el censo imperial de 1897. En negrita es las lenguas habladas por más personas que la lengua estatal.
| Lengua                                     | Número  | Porcentaje (%) | Hombres | Mujeres |
| ------------------------------------------ | ------- | -------------- | ------- | ------- |
| Polaco                                     | 448,065 | 77.3           | 220,787 | 227,278 |
| Yidis                                      | 91,236  | 15.74          | 44,669  | 46,567  |
| Ruso                                       | 27,941  | 4.82           | 25,233  | 2,708   |
| Alemán                                     | 4,651   | 0.8            | 2,387   | 2,264   |
| Ucraniano                                  | 3,832   | 0.66           | 3750    | 82      |
| Letón                                      | 2,509   | 0.43           | 2,502   | 7       |
| Otros                                      | 1,336   | 0.23           | 1,137   | 199     |
| Personas que no nombraron su lengua nativa | 14      | >0.01          | 7       | 7       |
| Total                                      | 579,592 | 100            | 300,487 | 279,105 |